# Kaštel Dežanovački
Kaštel Dežanovački falu Horvátországban Belovár-Bilogora megyében. Közigazgatásilag Dežanovachoz tartozik.

## Fekvése
Belovártól légvonalban 43, közúton 59 km-re délkeletre, Daruvártól légvonalban 11, közúton 16 km-re délnyugatra, községközpontjától 3 km-re délkeletre, Nyugat-Szlavóniában, a Čavlovica-patak és a 26-os számú főút mentén fekszik.

## Története
Területe a történeti források szerint valószínűleg már a középkorban lakott volt, hiszen feltételezhetően itt, vagy a közvetlen közelében feküdt a középkori Szentlélek. Első írásos említése 1320-ból származik, amikor akkori Szentlélek birtokosa a Pekry család Anna nevű lányával a birtok egy részét Kasztellánfy Péternek adta hozományul. Plébániáját 1334-ben „Item sancti Spiritus de Clechkouichi” alakban említik a zágrábi püspökséghez tartozó plébániák között. A plébániatemplom a Szentlélek tiszteletére volt szentelve. 1402-ben „Zenthlelek” néven említik. A 15. században és a 16. század elején az akkori Szlavónia egyik legjelentősebb nemesi családja, a Kasztellánfy (másképpen Kastelanovich) család birtoka volt, akik várat is építettek ide. A vár utolsó írásos említése 1527-ben történt, amikor Frangepán Kristóf felgyújtotta, nehogy a török támaszpontként használja fel. Ezután már nem építették újjá. A család itteni birtokközpontjáról a Szentléleki előnevet használta. 1501-ben Imre nevű plébánosát is megemlítik „Emericus plebanus de Zenthlelek” alakban. A többi szlavóniai várhoz hasonlóan 1542-ben foglalta el a török. A család már a török hódítás előtt a Varasd közelében fekvő bikszádi birtokára menekült, ahol nem sokkal később kihalt. Nevük azonban később is fennmaradt a szomszédos Dežanovac régi nevében, melyet még a 18. században is Kaštelnak neveztek.
A mai falu a 20. század elején keletkezett erdőirtással. Helyén évszázadokig a Kreševina-erdő volt. 1941 és 1945 között a németbarát Független Horvát Államhoz, háború után a település a szocialista Jugoszláviához tartozott. A település 1991-től a független Horvátország része. 1991-ben lakosságának 37%-a cseh, 35%-a horvát, 10%-a szerb nemzetiségű volt. 2011-ben a településnek 45 lakosa volt.

## Lakossága
| Lakosság változása | Lakosság változása | Lakosság változása | Lakosság változása | Lakosság változása | Lakosság változása | Lakosság változása | Lakosság változása | Lakosság változása | Lakosság változása | Lakosság változása | Lakosság változása | Lakosság változása | Lakosság változása | Lakosság változása | Lakosság változása |
| ------------------ | ------------------ | ------------------ | ------------------ | ------------------ | ------------------ | ------------------ | ------------------ | ------------------ | ------------------ | ------------------ | ------------------ | ------------------ | ------------------ | ------------------ | ------------------ |
| 1857               | 1869               | 1880               | 1890               | 1900               | 1910               | 1921               | 1931               | 1948               | 1953               | 1961               | 1971               | 1981               | 1991               | 2001               | 2011               |
| 0                  | 0                  | 0                  | 0                  | 0                  | 0                  | 0                  | 74                 | 94                 | 88                 | 74                 | 60                 | 42                 | 49                 | 57                 | 45                 |

## Nevezetességei
Szentlélek középkori várának és az azonos nevű településnek a helye egyelőre ismeretlen. A történészek többsége egyetért abban, hogy valahol a mai Dežanovac területén állt. Josip Boesendorfer a várat a régi dežanovaci temető közelébe helyezi, mert ott sok téglát és vakolattöredéket, valamint fegyverek maradványait találták. Ugyancsak sok tégla és cserépmaradvány került elő Kaštel Dežanovičkitől északra egy széles, kiemelkedő területen a mezőgazdasági művelés során. A várat valószínűleg téglából és döngölt földből építették és a hely meghatározása mellett szólhat a falu Kaštel neve is. Mindazonáltal a kérdés ma is nyitott.